# Seznam besançonských biskupů a arcibiskupů
Seznam besançonských biskupů a arcibiskupů:
- Sv. Ferreolus 180?–211?
- Sv. Linus (legendární)
- Antidius I. ca. 267
- Germanus
- Sv. Maximinus † před 304
- Sv. Paulinus
- Sv. Eusebius
- Sv. Hilarius
- Sv. Pancratius † ca. 353
- Sv. Justus ca. 362
- Sv. Aegnanus † ca. 374
- Sv. Sylvester I. 376–396?
- Sv. Fronimius
- Sv. Desideratus
- Sv. Leontius ?–443
- Sv. Chelidonius † 451?
- Sv. Antidius II.
- Chelmegisl
- Claudius I. ca. 517
- Urbicus ca. 549
- Sv. Tetradius I. ca. 560
- Sv. Sylvester II. ca. 580
- Sv. Vitalis I.
- Sv. Nicetas † ca. 611
- Sv. Protadius 614?–624?
- Sv. Donatus z Besançonu † 660
- Sv. Migetius
- Ternatius † ca. 680
- Gervasius ca. 680–?
- Sv. Claudius z Besançonu † 693?
- Felix um ca. 710
- Tetradius II. † 732
- Albo ca. 742
- Wandelbert
- Evrald
- Arnoul
- Hervé 757–762
- Gedeon † 796
- Bernoin 811–829
- Amalwin 838–840
- Arduicus 843–872
- Theoderic I. 872–895
- Berengar 895–831
- Aymin ca. 914
- Gontier ca. 931
- Gottfried I. 944–953
- Guy 958–970
- Guichard
- Leutald 993–994
- Hektor 1002–1015
- Walter I. 1016–1031
- Hugo I. de Salins 1031–1067
- Hugo II. de Montfaucon † 1085
- Hugues III de Bourgogne 1085–1101
- Hugo IV. 1102–1107
- Guillaume I. de Arguel 1109?–1117
- Anseric de Montréal 1117–1134
- Humbert 1134–1162
- Walter II. 1162–1163
- Herbert (schismatik) 1163–1170
- Eberhard de Saint-Quentin 1171–1180
- Theoderic II. de Montfaucon 1180–1190
- Etienne de Vienne 1191–1193
- Amadeus de Tramelay 1197–1220
- Gérard de Rougemont 1221–1225
- Jean I. Allegrin 1225–1227
- Nicolas de Flavigny 1227–1235
- Gottfried II. 1236–1241
- Jean II. 1242–1244
- Guillaume II. de la Tour 1245–1268
- Odo de Rougemont 1269–1301
- Hugues V. de Chalon 1301–1312
- Vitalis II. de Vienne 1312–1333
- Hugo VI. de Vienne 1334–1355
- Jean III. de Vienne 1355–1361
- Louis de Montfaucon 1361–1362
- Aimo de Villersexel 1362–1370
- kardinál Guillaume de Vergy 1371–1391, † 1404
- Gerard II. de Athies 1391–1404
- Theobald Rougemont 1405–1429
- kardinál Jean IV. de la Rochetaillé 1429–1437
- kardinál Francesco Condulmer 1437–1438, † 1453
- Jean V. de Norry 1438
- Quentin Ménart 1438–1462
- Charles de Neufchâtel 1463–1498
- Franz II. van Busleiden 1498–1502
- Antoine I. de Vergy 1502–1541
- kardinál Pierre de La Baume 1542–1544
- kardinál Claude de La Baume 1544–1584
- kardinál Antoine Perrenot de Granvelle 1584–1586
- Ferdinand de Rye 1586–1636
  - Francois III. de Rye 1636–1637 (koadjutor)
- Claude IV. de Achey 1637–1654
- Charles Emanuel de Gorrevot 1654–1659
- Jean Jacques Fauche 1659–1662
- Antoine Pierre I. de Gramont 1662–1698
- Francois-Joseph de Grammont 1698–1717
- René de Mornay 1717–1721
- Francesco Onorato Grimaldi 1723–1731
- Antoine-Francois de Bliterswijk-Montcley 1733–1734
- Antoine Pierre II. de Grammont 1735–1754
- kardinál Antoine Clairiard de Choiseul de Beaupré 1754–1774
- Raymond de Durfort Léobard 1774–1792
  - Philippe-Charles-François Seguin 1791–1793 ústavní biskup Doubs
  - Jean-Baptiste Demandre 1798–1801 ústavní biskup Doubs
  - Flavigny 1791–1801 ústavní biskup Haute-Saône
  - François-Xavier Moïse 1791–1801 ústavní biskup Jura
- Claude Le Coz 1802–1815
  - Antoine-Emmanuel Durand 1815–1819 (administrátor)
- Gabriel Cortois de Pressigny 1817/19–1823
- Paul-Ambroise Frère de Villefrancon 1823–1828
- kardinál Louis-François-Auguste de Rohan-Chabot 1828–1833
- Louis-Guillaume-Valentin Dubourg P.S.S. 1833
- kardinál Jacques-Marie-Adrien-Césaire Mathieu 1834–1875
- Pierre-Antoine-Justin Paulinier 1875–1881
- Joseph Alfred Foulon 1882–1887 pozdější kardinál
- Arthur-Xavier Ducellier 1887–1893
- Marie-Joseph-Jean-Baptiste-André-Clément-Fulbert Petit 1894–1909
- François-Léon Gauthey 1910–1918
- Louis Humbrecht 1918–1927
- kardinál Charles-Henri-Joseph Binet 1927–1936
- Maurice-Louis Dubourg 1936–1954
- Marcel-Marie-Henri-Paul Dubois 1954–1966
- Marc-Armand Lallier 1966–1980
- Lucien Daloz 1980–2003
- André Jean René Lacrampe 2003–2013
- Jean-Luc Bouilleret od 2013